# Lavatoio pubblico di Ascoli Piceno

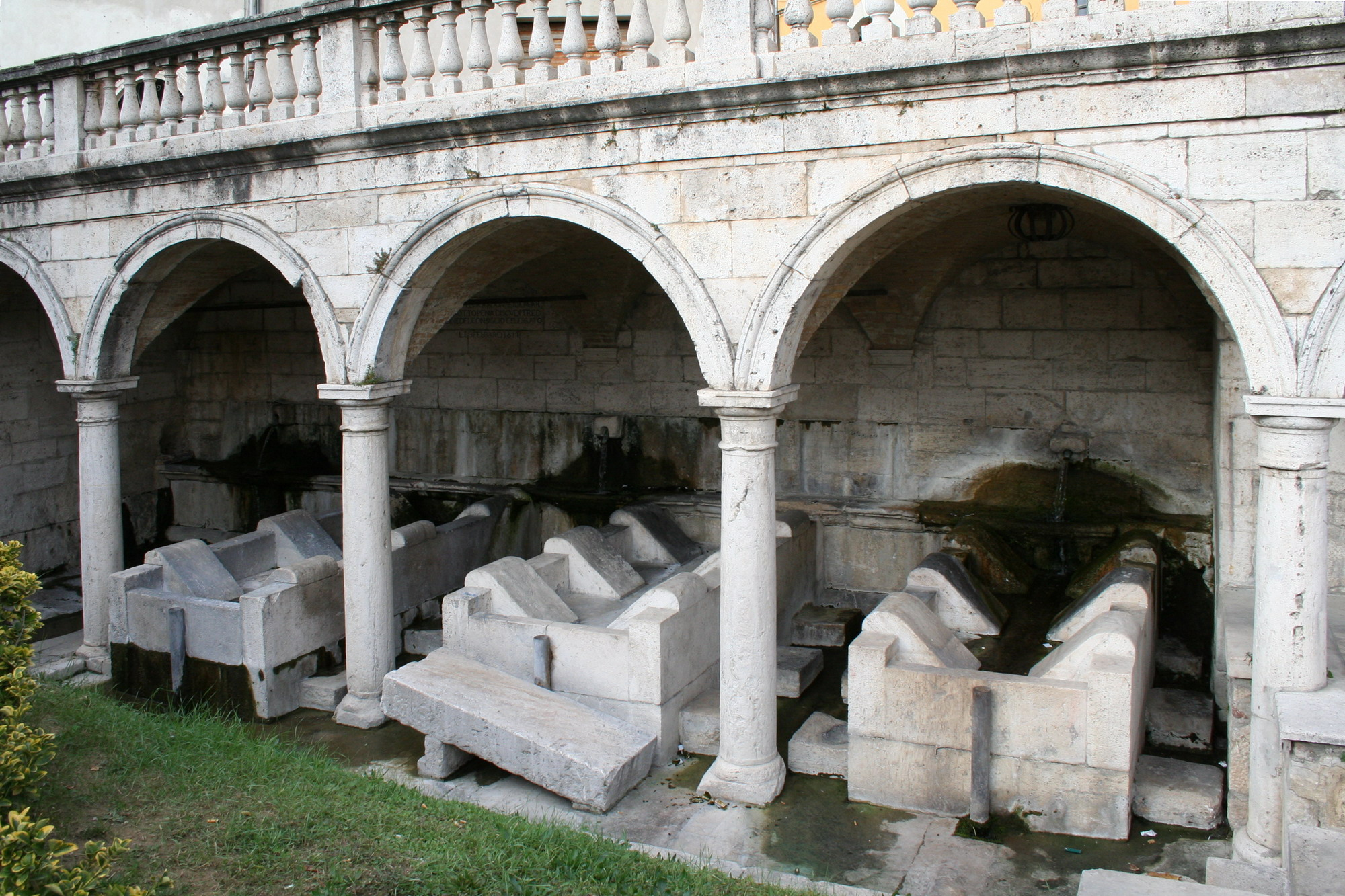
Lavatoio pubblico

Il Lavatoio pubblico di Ascoli Piceno, del XVII secolo, noto anche come Fonte di Sant'Emidio, si trova nel quartiere di Porta Cappuccina vicino al Ponte Romano.

## Storia

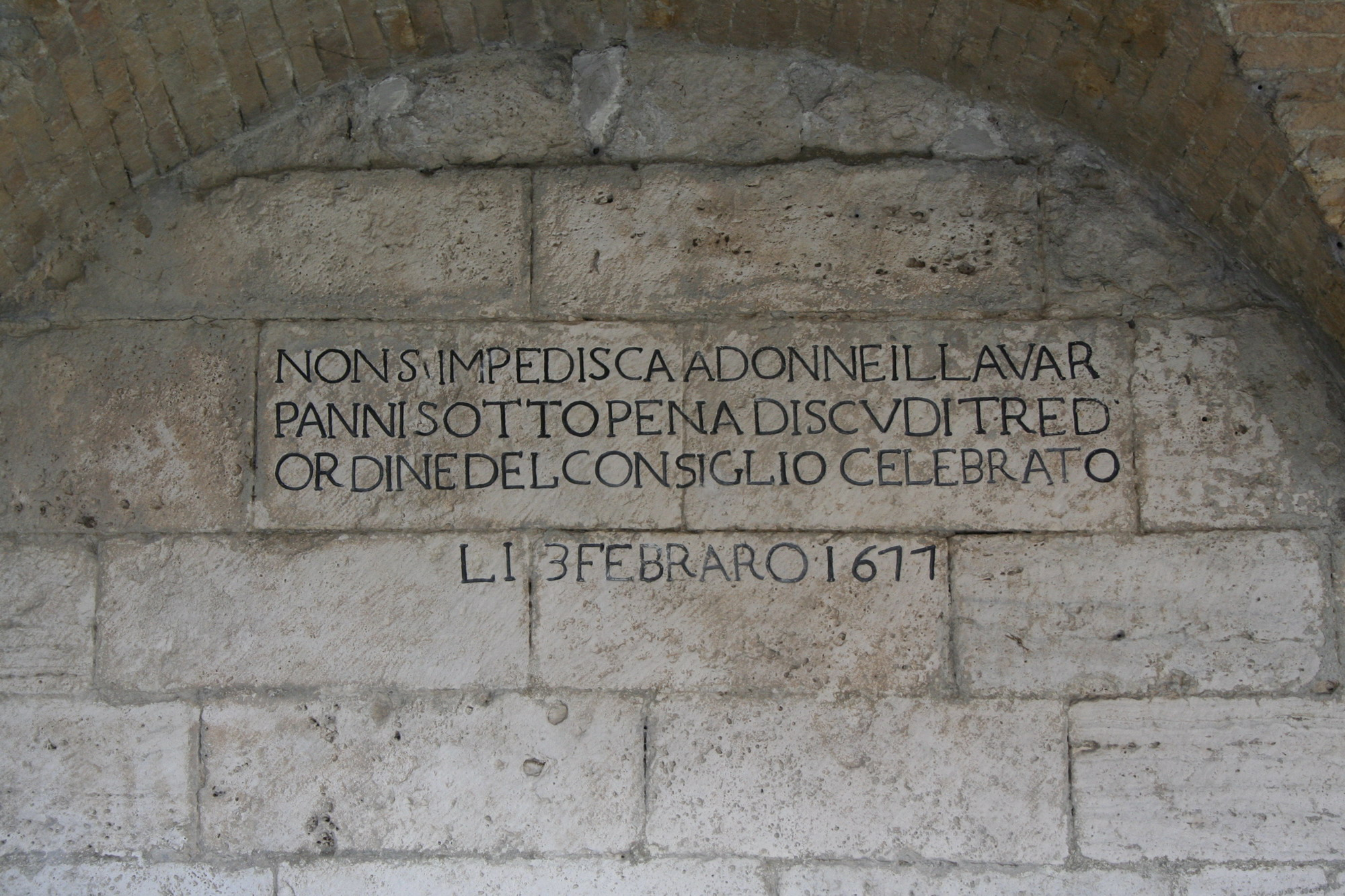
Bando del 1677

La sua storia è legata alla tradizione di uno dei prodigi che sant'Emidio, martire cefaloforo, patrono di Ascoli Piceno operò in città. 
Si narra che il santo non avendo a disposizione l'acqua necessaria per battezzare tutti i nuovi fedeli, convertiti al Cristianesimo dalla sua predicazione, se la procurò battendo un sasso da cui fece sgorgare la sorgente che alimenta questa fonte.
Un'altra tradizione, accreditata dall'autore Secondo Balena, vuole che l'acqua della sorgente sia scaturita dalla pietra che fu il punto dove cadde e rotolò la testa decapitata di Sant'Emidio il cui martirio si compì, a Porta Solestà nel luogo dove ora sorge il tempietto di Sant'Emidio Rosso, nelle vicinanze della fonte.
Si trovano notizie, per disciplinarne l'utilizzo, già nel 1625, allorquando fu pubblicato il bando riportato:

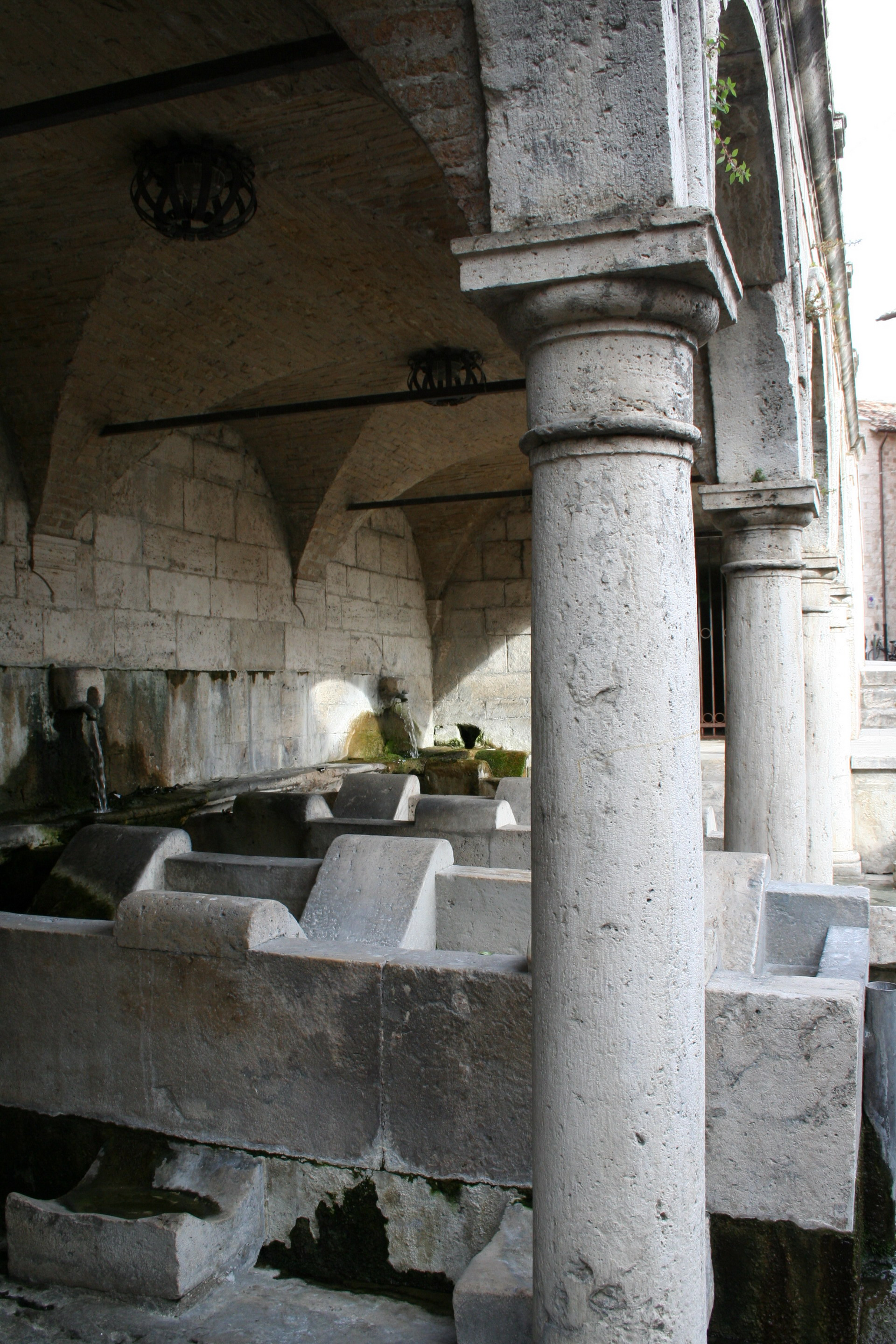
Interno del Lavatoio

«essendo stato pubblicato il bando sotto l'ult 7bre 1625 che non si possono lavare panni, ne saie, ne altra sorta di pannine, tanto ascolane quanto forestiere, nella fontana di solestà per fin alle 22 hore sotto pena di scudi due per ciascuno e per ciascuna volta, in modo tale che non siano impedite per fin alle 22 hore affinché le donne habbino comodità di lavare i loro panni»
Sulla parete interna, in alto a sinistra, due conci recano incisa la scritta:
«Non si impedisca alle donne di lavar panni sotto pena di tre scudi d'ordine del Consiglio celebrato. lì 3 febbraio 1677»

## Architettura
L'attuale lavatoio è il risultato di vari rimaneggiamenti, avvenuti nel corso del tempo, tra il 1904 e il 1905 la sua ricomposizione ne abbassò il livello. È interamente realizzato in travertino ed accoglie le sue vasche all'interno di uno spazio rettangolare, cui si accede scendendo qualche gradino. L'area è incorniciata da una loggia suddivisa in cinque ariose arcate, sormontata da una balaustra di colonnine.
Al suo interno cela anche resti di un'architettura più antica, risalente al XII secolo, ed alcune tracce si possono ancora distinguere nelle parti destre. Mancano le due fontane demolite che furono realizzate dal bergamasco Donato Madonna, nel XVII secolo.